# Angelica Ammar
Angelica Ammar (* 22. April 1972 in München) ist eine deutsche Schriftstellerin und Übersetzerin.

## Leben
Angelica Ammar wuchs in München auf. Nach einem Aufenthalt in Ghana studierte sie Romanistik und Ethnologie in München, Madrid und Paris. Von 1997 bis 2007 lebte sie in Paris, wo sie nach dem Studium zunächst im Korrepospondentenbüro des ZDF und ab 2001 als freie Autorin und Übersetzerin arbeitete. 2007 zog sie nach Barcelona, wo 2008 ihr Sohn Chano zur Welt kam, Sohn des spanischen Schriftstellers Javier Salinas.
2001 trat Angelica Ammar erstmals mit Kurzgeschichten als Schriftstellerin in Erscheinung. Danach arbeitete sie an ihrem ersten Roman. Sie besuchte das textwerk-Autorenseminar des Literaturhauses München und nahm 2003 an der »Autorenwerkstatt Prosa« des LCB teil, die von der Berliner Senatsverwaltung für Wissenschaft, Forschung und Kultur gefördert wurde. 2006 erschien ihr Debütroman Tolmedo beim Ammann Verlag. In dessen Mittelpunkt steht eine junge Ethnologiestudentin, die in Paris an ihrer Doktorarbeit arbeitet, mit ihrem Geliebten zusammenlebt und sich an frühere Beziehungen erinnert. Für dieses Werk erhielt Angelica Ammar den Literaturpreis der Jürgen Ponto-Stiftung. 2010 war Angelica Ammar Stipendiatin des Deutschen Literaturfonds und veröffentlichte beim Nagel & Kimche Verlag ihren zweiten Roman, Die Zeit der grünen Mandeln. Er handelt von einer jungen Tunesierin in der Zeit nach der Unabhängigkeit, die ihren Weg zwischen Tradition und Moderne sucht.
Angelica Ammar arbeitet als Übersetzerin aus dem Spanischen (und gelegentlich Französischen) ins Deutsche. Sie übersetzte unter anderem Werke von Gioconda Belli, Eduardo Galeano, Felisberto Hernández, Mario Vargas Llosa, Guillermo Martínez, Sergio Pitol und Horacio Quiroga. 2019 wurden die Autorin Fernanda Melchor und Angelica Ammar, die Melchors Roman Saison der Wirbelstürme aus dem mexikanischen Spanisch übertragen hatte, mit dem Internationalen Literaturpreis ausgezeichnet. Jurymitglied Robin Detje lobte in seiner Laudatio Ammars Übersetzung als eine „ungeheure Leistung“. Die Herausforderungen des Originals habe sie „mit großer Eleganz“ bewältigt und „einen Wort- und Bedeutungsteppich ausgebreitet, dem wir lesend immer vertrauen können und dessen Festigkeit nie nachlässt.“

## Werke
- Tolmedo. Ammann, Zürich 2006, ISBN 978-3-250-60092-3.
- Die Zeit der grünen Mandeln. Nagel & Kimche, Zürich 2010, ISBN 978-3-312-00464-5.

## Übersetzungen (Auswahl)
- Guillermo Martínez: Die Pythagoras-Morde. Eichborn, Frankfurt 2005, ISBN 978-3-8218-0950-2.
- Sergio Pitol: Mephistowalzer. Erzählungen. Wagenbach, Berlin 2005, ISBN 978-3-8031-1230-9.
- Alberto Méndez: Die blinden Sonnenblumen. A. Kunstmann, München 2005, ISBN 978-3-88897-403-8.
- Felisberto Hernández: Die Frau, die mir gleicht. Gesammelte Erzählungen. Suhrkamp, Frankfurt 2006, ISBN 978-3-518-41752-2.
- Mario Vargas Llosa: Victor Hugo und die Versuchung des Unmöglichen. Suhrkamp, Frankfurt 2006, ISBN 978-3-518-41761-4.
- Gioconda Belli: Feuer bin ich in der Ferne. Gedichte. Hammer, Wuppertal 2008, ISBN 978-3-7795-0173-2.
- Eduardo Galeano: Die offenen Adern Lateinamerikas. Hammer, Wuppertal 2009, ISBN 978-3-7795-0271-5.
- Guillermo Martínez: Roderers Eröffnung. Eichborn, Frankfurt 2009, ISBN 978-3-8218-5787-9.
- Mario Vargas Llosa: Die Welt des Juan Carlos Onetti. Suhrkamp, Frankfurt 2009, ISBN 978-3-518-42088-1.
- Horacio Quiroga: Die Wildnis des Lebens. Gesammelte Erzählungen. S. Fischer, Frankfurt 2010, ISBN 978-3-10-063102-2.
- Guillermo Martínez: Gewaltige Hölle. Erzählungen. Eichborn, Frankfurt 2010, ISBN 978-3-8218-6115-9.
- Mario Vargas Llosa: Der Traum des Kelten. Suhrkamp, Berlin 2011, ISBN 978-3-518-42270-0.
- Gioconda Belli: Davor, die Jugend. Gedichte Spanisch-Deutsch. Hammer, Wuppertal 2013, ISBN 978-3-7795-0476-4.
- Sergio Pitol: Drosseln begraben. Die schönsten Erzählungen. Wagenbach, Berlin 2013, ISBN 978-3-8031-3249-9.
- Arturo Pérez-Reverte: Königin des Südens. Suhrkamp, Berlin 2016, ISBN 978-3-518-46658-2 (Neuausgabe; dEA bei List 2004).
- Carla Guelfenbein: Stumme Herzen. S. Fischer, Frankfurt 2017, ISBN 978-3-10-397237-5.
- Rita Indiana: Tentakel. Wagenbach, Berlin 2018, ISBN 978-3-8031-3293-2.
- Fernanda Melchor: Saison der Wirbelstürme. Verlag Kaus Wagenbach, Berlin 2019, ISBN 978-3-8031-2826-3.
- Guillermo Martínez: Der Fall Alice im Wunderland. Eichborn, Köln 2020, ISBN 978-3-8479-0046-7.
- Pedro Almodóvar: Der letzte Traum: Zwölf Erzählungen, S. Fischer Verlag, Frankfurt am Main 2024, ISBN 978-3-10-397569-7.